# Гогаєв Алан Казбекович
Алан Казбекович Гога́єв (рос. Алан Казбекович Гогаев; нар. 8 березня 1990, Дігора, Північна Осетія) —  російський борець вільного стилю, срібний призер чемпіонату світу, чемпіон Європи, учасник Олімпійських ігор. Заслужений майстер спорту Росії.

## Життєпис
Боротьбою почав займатися з 2000 року. Був чемпіоном світу 2010 року серед юніорів. Того ж року дебютував у першій збірній Росії на чемпіонаті світу, де посів друге місце.
Виступає за спортивний клуб профспілок, Владикавказ — Новосибірськ. Тренери — Алан Дзагкоєв, Ілля Ісакоєв.

## Спортивні результати на міжнародних змаганнях

### Виступи на Олімпіадах
| Змагання                    | Збірна | Вагова категорія          | Місце |
| --------------------------- | ------ | ------------------------- | ----- |
| Літні Олімпійські ігри 2012 | Росія  | вільна боротьба, до 66 кг | 16    |

### Виступи на Чемпіонатах світу
| Змагання                        | Збірна | Вагова категорія          | Місце  |
| ------------------------------- | ------ | ------------------------- | ------ |
| Чемпіонат світу з боротьби 2010 | Росія  | вільна боротьба, до 66 кг | Срібло |

### Виступи на Чемпіонатах Європи
| Змагання                         | Збірна | Вагова категорія          | Місце  |
| -------------------------------- | ------ | ------------------------- | ------ |
| Чемпіонат Європи з боротьби 2012 | Росія  | вільна боротьба, до 66 кг | Золото |

### Виступи на Кубках світу
| Змагання                    | Збірна | Вагова категорія          | Місце |
| --------------------------- | ------ | ------------------------- | ----- |
| Кубок світу з боротьби 2011 | Росія  | вільна боротьба, до 66 кг | 7     |
| Кубок світу з боротьби 2013 | Росія  | вільна боротьба, до 66 кг | 5     |
| Кубок світу з боротьби 2017 | Росія  | вільна боротьба, до 65 кг | 5     |

### Виступи на інших змаганнях
| Змагання                                       | Збірна | Вагова категорія          | Місце  |
| ---------------------------------------------- | ------ | ------------------------- | ------ |
| Золотий Гран-прі з боротьби 2011 (Баку)        | Росія  | вільна боротьба, до 66 кг | 12     |
| Золотий Гран-прі з боротьби 2012 (Красноярськ) | Росія  | вільна боротьба, до 66 кг | Золото |
| Вогні Москви 2012                              | Росія  | вільна боротьба, до 66 кг | Золото |
| Кубок Бразилії з боротьби 2013                 | Росія  | вільна боротьба, до 66 кг | Золото |
| Гран-прі «Іван Яригін» 2014                    | Росія  | вільна боротьба, до 65 кг | 5      |
| Турнір Алі Алієва 2014                         | Росія  | вільна боротьба, до 70 кг | 23     |
| Турнір Дмитра Коркіна 2014                     | Росія  | вільна боротьба, до 65 кг | Золото |
| Гран-прі «Іван Яригін» 2015                    | Росія  | вільна боротьба, до 65 кг | 22     |
| Чемпіонат Росії з боротьби 2016                | Росія  | вільна боротьба, до 65 кг | Бронза |
| Турнір Степана Саргісяна 2016                  | Росія  | вільна боротьба, до 65 кг | Золото |
| Інтерконтинентальний кубок з боротьби 2016     | Росія  | вільна боротьба, до 65 кг | 9      |
| Гран-прі «Іван Яригін» 2017                    | Росія  | вільна боротьба, до 65 кг | Бронза |
| Чемпіонат Росії з боротьби 2017                | Росія  | вільна боротьба, до 65 кг | Золото |
| Меморіал Вацлава Циолковського 2017            | Росія  | вільна боротьба, до 65 кг | Золото |

### Виступи на змаганнях молодших вікових груп
| Змагання                                      | Збірна | Вагова категорія          | Місце  |
| --------------------------------------------- | ------ | ------------------------- | ------ |
| Чемпіонат світу з боротьби серед юніорів 2010 | Росія  | вільна боротьба, до 66 кг | Золото |